# Bulbophyllum exasperatum
Bulbophyllum exasperatum är en orkidéart som beskrevs av Rudolf Schlechter. Bulbophyllum exasperatum ingår i släktet Bulbophyllum och familjen orkidéer. Inga underarter finns listade i Catalogue of Life.